# Hydnocarpus kurzii
Hydnocarpus kurzii är en tvåhjärtbladig växtart som först beskrevs av George King, och fick sitt nu gällande namn av Otto Warburg. Hydnocarpus kurzii ingår i släktet Hydnocarpus och familjen Achariaceae. IUCN kategoriserar arten globalt som otillräckligt studerad.

## Underarter
Arten delas in i följande underarter:
- H. k. australis
- H. k. kurzii

## Bildgalleri

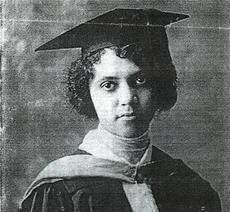
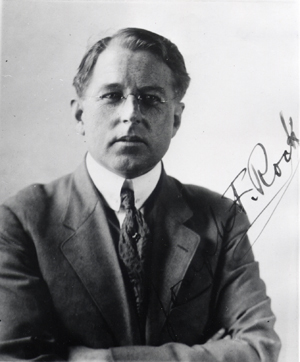
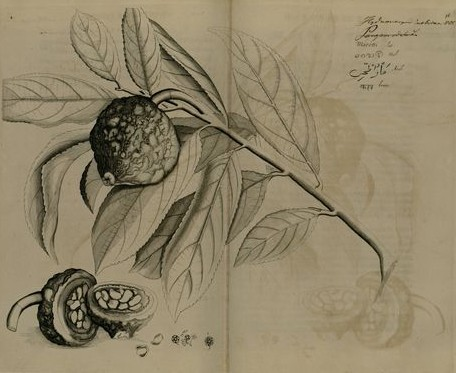
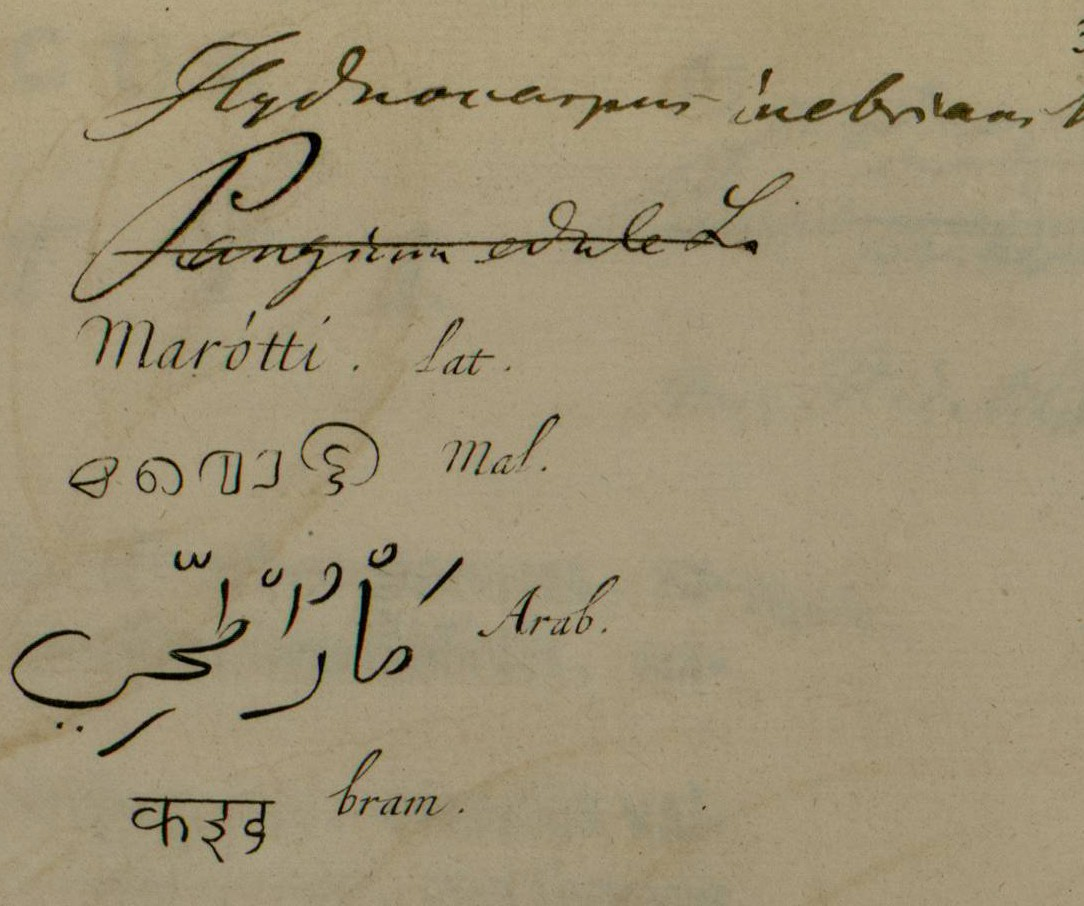
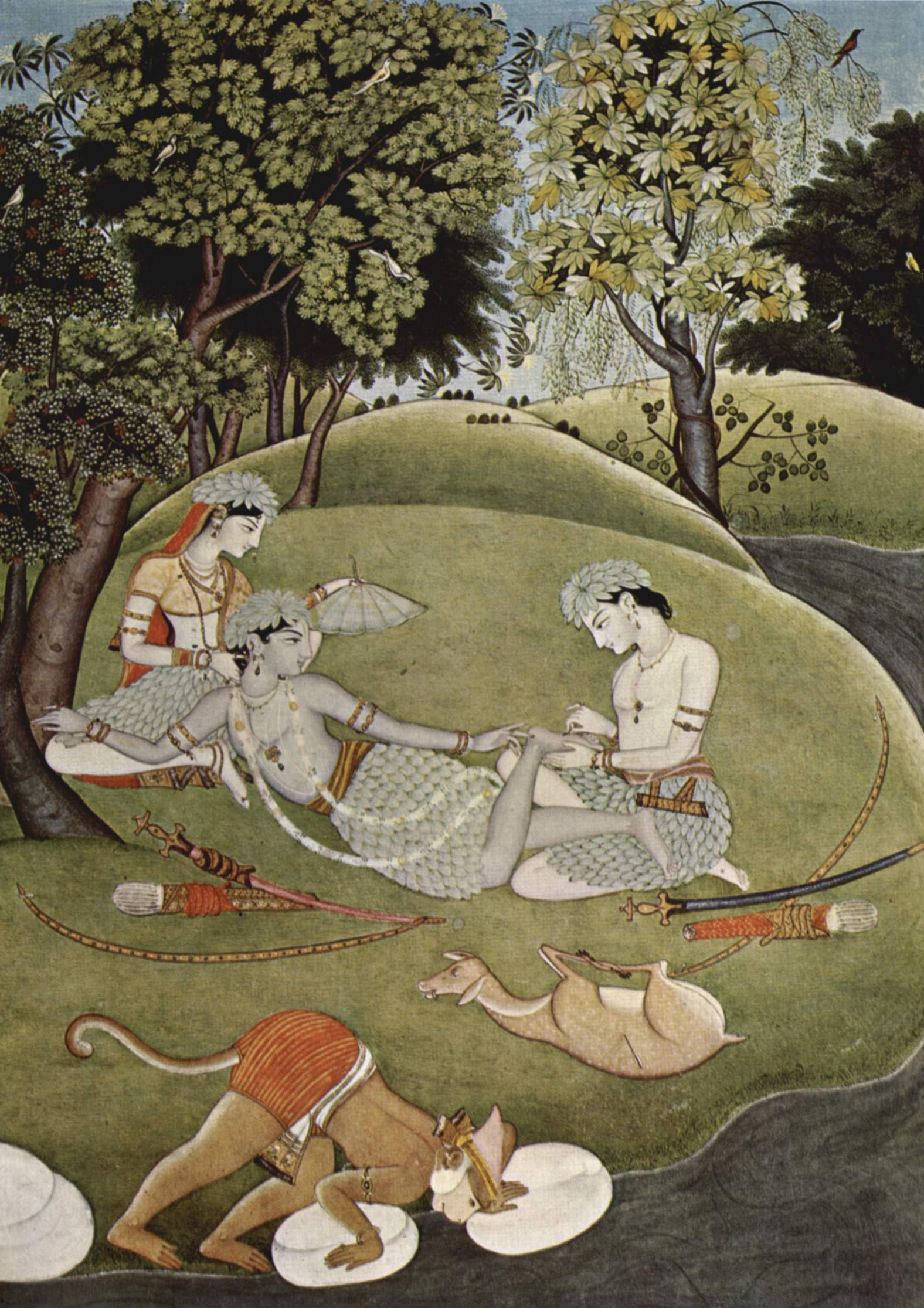
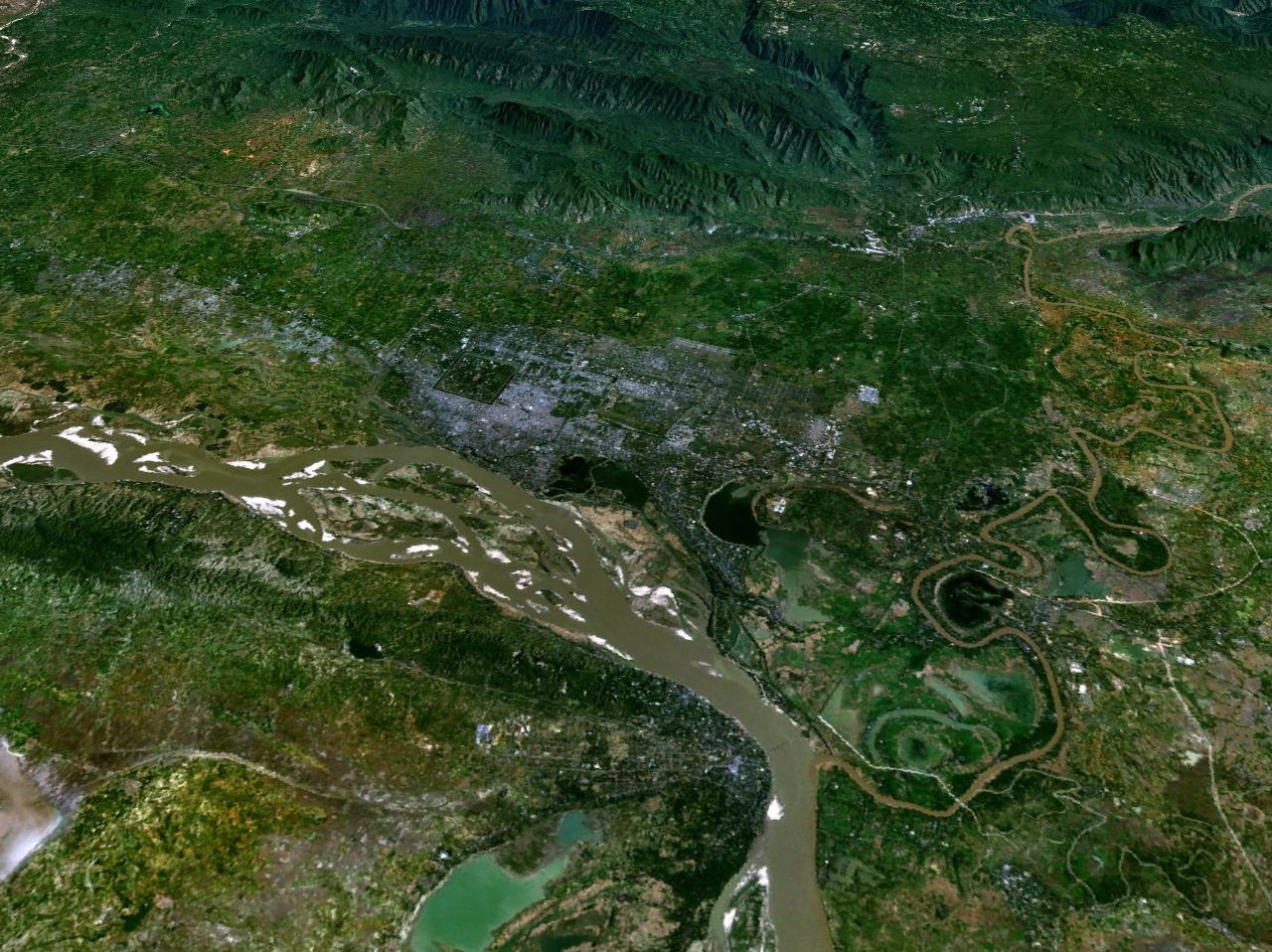